# جوليس جوردن
جوليس جوردن (بالإنجليزية: Jules Jordan)‏ هو ملحن أمريكي، ولد في 10 نوفمبر 1850 في ويليمانتيك في الولايات المتحدة، وتوفي في 5 مارس 1927 في بروفيدنس في الولايات المتحدة.